# Slag bij Hulst
De Slag bij Hulst was een veldslag die plaatsvond op 4 juli 1640, tijdens de laatste jaren van de Tachtigjarige Oorlog.
De Staatse troepen probeerden de Vlaamse stad Hulst in te nemen, waarbij Hendrik Casimir I van Nassau-Dietz een aanval uitvoerde op Fort Moerschans en de Linie van Communicatie ten Oosten van Hulst. Het Leger van Vlaanderen, de Spanjaarden, die feitelijk met te weinig manschappen waren, verzonnen een list. Zij stelden langs de linie een aantal trompetters op die allen een andere melodie speelden. Hendrik Casimir dacht dat deze trompetters, zoals in die tijd gebruikelijk, elk bij een afzonderlijk legeronderdeel hoorden en er dus een grote troepenmacht op de been was. Hij sloeg op de vlucht.
De legeraanvoerder, Frederik Hendrik, was hierover ontstemd en beval een aanval op de vele forten rondom Hulst. Bij de aanval op het ten westen van Hulst gelegen Fort Nassau sneuvelde Hendrik Casimir.
Het Staatse offensief mislukte, en het duurde nog tot 1645 voordat Frederik Hendrik in staat was om Hulst in te nemen, na een Beleg van Hulst.